# Bill Peters
Bill Peters (* 13. Januar 1965 in Three Hills, Alberta) ist ein ehemaliger kanadischer Eishockeyspieler und derzeitiger -trainer, der seit Sommer 2025 als Cheftrainer der Augsburger Panther aus der Deutschen Eishockey Liga (DEL) fungiert. Zuvor war er unter anderem in gleicher Position bei den Calgary Flames und den Carolina Hurricanes beschäftigt.

## Trainerkarriere
Nachdem Peters zuvor drei Jahre lang als Scout für die Spokane Chiefs aus der Western Hockey League tätig gewesen war, wurde er vom Verein zur Saison 1999/00 zum Assistenztrainer der Mannschaft berufen. Nach drei Spielzeiten wechselte er zum Universitätsteam der University of Lethbridge in die CIS, wo er zwischen 2002 und 2005 als Cheftrainer fungierte. In gleicher Funktion kehrte der Kanadier zur Saison 2005/06 zu den Chiefs in die WHL zurück und gewann mit der Mannschaft in der Saison 2007/08 sowohl den Ed Chynoweth Cup als auch den Memorial Cup. Im Sommer 2008 wurde er von der Organisation der Chicago Blackhawks als Coach für deren Farmteam, die Rockford IceHogs aus der American Hockey League, verpflichtet.
Ab der Saison 2011/12 bekleidete Peters die Position des Co-Trainers bei den Detroit Red Wings in der National Hockey League und war dort hauptsächlich für die Defensive sowie das Unterzahlspiel verantwortlich. Nach drei Spielzeiten wechselte er innerhalb der Liga zu den Carolina Hurricanes, die er seit der Saison 2014/15 als Cheftrainer betreut.
Parallel zu seiner Tätigkeit in der NHL betreute er die kanadische Nationalmannschaft bei der Weltmeisterschaft 2016 und führte das Team zur Goldmedaille. Außerdem fungierte er als Assistenztrainer des Team Canada beim World Cup of Hockey 2016, bei dem die Mannschaft ebenfalls die Goldmedaille gewann.
Nach vier Spielzeiten in Carolina trat Peters im April 2018 von seinem Amt als Cheftrainer der Hurricanes zurück und folgte damit der Empfehlung des neuen Mehrheitseigentümers Tom Dundon, der zuvor in Person von Ron Francis bereits Veränderungen auf der Position des General Managers durchgesetzt hatte. Nur wenige Tage später wurde Peters als neuer Cheftrainer der Calgary Flames vorgestellt, bei denen er die Nachfolge von Glen Gulutzan antrat.
Nach nur etwas mehr als einer Saison trat Peters im November 2019 als Cheftrainer der Flames zurück. Wenige Tage zuvor hatte Akim Aliu, ein Spieler nigerianischer Herkunft, ihn im Zuge der Entlassung von Mike Babcock in Toronto via Twitter beschuldigt, ihn während seiner Zeit bei den Rockford IceHogs mehrfach rassistisch beleidigt zu haben. Peters räumte dies ein und entschuldigte sich öffentlich. In der Zwischenzeit wurden weitere kritische Stimmen laut, so beschuldigte ihn Michal Jordán, ihn während seiner Zeit in Carolina während eines Spiels getreten bzw. andere Spieler geschlagen zu haben. Nachdem schließlich die Organisation der Flames eine Untersuchung der Vorgänge angekündigt hatte, trat Peters als Cheftrainer zurück. Seine Nachfolge trat ad interim sein Assistent Geoff Ward an.
Ab April 2020 war Peters Cheftrainer von Awtomobilist Jekaterinburg aus der Kontinentalen Hockey-Liga (KHL). Ende November 2021 wurde er durch den bisherigen Assistenztrainer Nikolai Sawaruchin ersetzt. Er pausierte in der Folge und war anschließend zwischen 2023 und 2025 als Cheftrainer der Lethbridge Hurricanes in der WHL tätig. Im Sommer 2025 übernahm er den Cheftrainerposten bei den Augsburger Panthern aus der Deutschen Eishockey Liga (DEL).

## Erfolge und Auszeichnungen
- 2008 Ed Chynoweth Cup mit den Spokane Chiefs
- 2008 Memorial Cup mit den Spokane Chiefs
- 2016 Goldmedaille bei der Weltmeisterschaft
- 2016 Goldmedaille beim World Cup of Hockey (als Assistenztrainer)